# Xylopolia
Xylopolia é um gênero de traça pertencente à família Arctiidae.